# Leda Hugo
Pour les articles homonymes, voir Hugo.
Leda Florinda Hugo (née le 4 janvier 1963 à Namapa, Province de Nampula, au Mozambique) est une agronome et femme politique mozambicaine, membre du Front de libération du Mozambique (FRELIMO). Leda Hugo est, depuis 2010, vice-ministre dans le gouvernement mozambicain: auparavant au Ministère de l'Éducation, depuis 2015, elle est au Ministère de la Science, de la Technologie et de la formation technique et académique.

## Biographie

### Jeunesse et éducation
Leda Florinda Hugo est née le 4 janvier 1963, dans la petite ville de Namapa dans le nord de la Province de Nampula de la colonie portugaise du Mozambique. Elle a fréquenté l'école Primaire Escola Primária Oficial de Ocua dans la Province de Cabo Delgado jusqu'en 1974, avant d'intégrer l'école Secondaire de l' Escola Secundária de Nampula à Nampula , d'où elle est diplômée en 1979. Elle suit des cours universitaires à l' Escola Secundária Samora Machel à Beira jusqu'en 1981.
Ensuite Leda Hugo étudie l'agronomie à l'Université Eduardo Mondlane de la capitale Maputo jusqu'en 1986. Elle obtient une Maîtrise à l'Université d'Agriculture & Mécanique du Texas, à College Station, au Texas, puis un doctorat en 2003 à l'Université de Pretoria (Afrique du Sud).

### Parcours professionnel
Jusqu'à sa nomination comme vice-ministre en 2010, Leda Hugo a travaillé à l'Université Eduardo Mondlane. Elle a dirigé de 1994 à 1997, la formation de base en agronomie de la Faculté, de 2001 à 2006, elle a dirigé le programme de sciences de l'ingénieur ("Engenharia Rural"). De 2006 à 2007, elle s'occupe de la haute division rurale de l'ingénierie. En 2008, pour un an, elle est chargée de la Direction pédagogique de l'Université

### Changement politique
Après la réélection d'Armando Guebuza lors des élections présidentielles de 2009, Guebuza nomme Leda Hugo, déjà membre du Front de libération du Mozambique, au cabinet et lui confie l'une des trois vice-fonctions de direction du Ministère de l'Éducation, sous la direction de Zeferino de Alexandre Martins. Arlindo Chilundo et Augusto Jone Luís sont également vice-ministres du Département. Hugo annonce que son objectif principal pour la législature est la qualité de la formation universitaire.
Le successeur de Guebuza, Filipe Nyusi, a gardé Hugo dans le Cabinet. Dans le cadre du renouvellement du cabinet, elle a repris le poste de vice-ministre de la Science, de la Technologie, de la technique et de l'Enseignement académique, sous la direction de Jorge Penicela Nhambiu.